# Pollapönk
A Pollapönk egy izlandi együttes, akik Izlandot képviselték a 2014-es Eurovíziós Dalfesztiválon Koppenhágában. Az együttest Heiðar Örn Kristjánsson, Haraldur Freyr Gíslason, Guðni Finnsson és Arnar Þór Gíslason alkotja. Az együttes punk rock, illetve gyerekzenét játszik.
Az izlandi közszolgálati televízió, a Ríkisútvarpið Söngvakeppnin című nemzeti döntőjében 2014. február 15-én nyerték el a jogot, hogy ők képviseljék Izlandot. A versenydaluk a "No Prejudice" (magyarul: Semmi előítélet) volt.
2014. május 6-án, a dalfesztivál első elődöntőjében léptek színpadra, innen a 8. helyen jutottak tovább döntőbe. A május 10-i döntőben a 15. helyen végeztek.